# Cristian Romero
Cristian Gabriel Romero (* 27. April 1998 in Córdoba) ist ein argentinischer Fußballspieler, der bei Tottenham Hotspur spielt. In seinem Heimatland ist er unter dem Spitznamen Cuti bekannt. Der Innenverteidiger ist außerdem ehemaliger Juniorennationalspieler und aktueller A-Nationalspieler seines Heimatlandes. 2022 wurde er Weltmeister.

## Karriere

### Verein
Romero stammt aus der Jugendarbeit des argentinischen Erstligisten CA Belgrano, welcher in seiner Heimatstadt Córdoba ansässig ist. Am 27. Mai 2016 unterzeichnete er dort seinen ersten professionellen Vertrag. Sein Ligadebüt für die Celeste im heimischen Estadio Mario Alberto Kempes gab er am 28. August bei der 0:1-Niederlage gegen den CA Independiente. In seiner ersten Saison 2016/17 kam er auf 13 Einsätze. In der folgenden Spielzeit 2017/18 stand er nur in drei Ligaspielen der ersten Mannschaft in auf dem Feld.
Zur Saison 2018/19 wechselte Cristian Romero für eine Ablösesumme in Höhe von 1,65 Millionen Euro zum italienischen Erstligisten CFC Genua, wo er einen Fünfjahresvertrag unterzeichnete. Dieser Transfer wurde bereits im Februar 2018 fixiert. Sein Debüt gab er am 20. Oktober beim 1:1-Unentschieden gegen Juventus Turin. Bereits im nächsten Spiel, beim 2:2-Unentschieden gegen Udinese Calcio, konnte er in der 67. Spielminute sein erstes Tor für die Rossoblu erzielen. Bereits sieben Minuten später wurde er mit Erhalt der Gelb-Roten Karte des Feldes verwiesen.
Zur Saison 2019/20 erwarb Juventus Turin für 26 Millionen Euro (plus 5,3 Millionen Euro durch mögliche Bonuszahlungen) die Transferrechte an Romero, der bei Juve einen Vertrag mit einer Laufzeit bis zum 30. Juni 2024 unterschrieb. Romero verblieb jedoch für ebendiese Spielzeit auf Leihbasis dem CFC Genua, in der er in 30 Ligaeinsätzen einen Torerfolg verbuchen konnte.
Zur Saison 2020/21 erfolgte schließlich der Wechsel zu Juventus Turin. Nach einigen Trainingseinheiten unter Andrea Pirlo wechselte er jedoch für eine Leihgebühr in Höhe von 2 Millionen Euro, die sich durch Bonuszahlungen verdoppeln konnte, für zwei Jahre zum Ligakonkurrenten Atalanta Bergamo, der sich zudem eine Kaufoption in Höhe von 16 Millionen Euro sicherte. Der Innenverteidiger etablierte sich unter dem Cheftrainer Gian Piero Gasperini zum Stammspieler und absolvierte 31 Serie-A-Spiele (29-mal von Beginn), in denen er zwei Tore erzielte. Für seine Leistungen wurde er von der Liga zum besten Verteidiger der Saison gewählt. Mit seiner Mannschaft erreichte er auf dem 3. Platz die erneute Qualifikation für die Champions League. In dieser kam Romero 7-mal zum Einsatz, ehe man im Viertelfinale an Real Madrid scheiterte.
In der Sommerpause 2021 zog Atalanta Bergamo die vereinbarte Kaufoption in Höhe von 16 Millionen Euro. Romero wechselte daraufhin zur Saison 2021/22 auf Leihbasis in die Premier League zu Tottenham Hotspur; im Anschluss bestand eine Kaufoption. Er absolvierte unter Nuno Espírito Santo und dessen Nachfolger Antonio Conte 22 Ligaspiele (21-mal in der Startelf), in denen er ein Tor erzielte. Ende August 2022 wurde Romero fest verpflichtet und mit einem Vertrag bis zum 30. Juni 2027 ausgestattet.

### Nationalmannschaft
Im Jahr 2017 absolvierte Romero sieben Einsätze für die argentinische U-20-Nationalmannschaft bei der U-20-Fußball-Südamerikameisterschaft 2017 in Ecuador, die sein Heimatland auf dem 4. Platz beendete.
Er debütierte für die A-Nationalmannschaft am 4. Juni 2021 in einem WM-Qualifikationsspiel gegen Chile (1:1). Fünf Tage später gelang ihm gegen Kolumbien in seinem zweiten Länderspiel sein erstes Tor. In diesem Spiel verletzte er sich jedoch, so dass er den Auftakt der Copa América 2021 verpasste und lediglich in zwei Vorrundenspielen sowie im siegreichen Finale gegen Brasilien zum Einsatz kam. Er wurde ins Team des Turniers gewählt.
Er nahm an der Weltmeisterschaft 2022 in Katar teil und wurde mit seinem Team Weltmeister; im Finale absolvierte er dabei die volle Spielzeit.

## Erfolge
Nationalmannschaft:
- Weltmeister: 2022
- Copa-América-Sieger: 2021, 2024
- Finalissima-Sieger: 2022

Verein:
- Europa-League-Sieger: 2025

Individuelle Auszeichnungen:
- Bester Verteidiger der Serie A: 2020/21